# Cevel, Stara Vîjivka
Cevel (în ucraineană Чевель) este un sat în comuna Poliske din raionul Stara Vîjivka, regiunea Volînia, Ucraina.

## Demografie
Componența lingvistică a localității Cevel
     Ucraineană (99,17%)
     Alte limbi (0,69%)
Conform recensământului din 2001, majoritatea populației localității Cevel era vorbitoare de ucraineană (99,17%), existând în minoritate și vorbitori de alte limbi.